# Cyrus (neveu de Solomon)
Pour les articles homonymes, voir Cyrus.
Cyrus (en grec ancien : Κῦρος (Kýros)) est un officier militaire byzantin actif en Afrique sous l'empereur Justinien (527-565). Il est le fils aîné du père Bacchus, frère des officiers Serge et Solomon et neveu du célèbre général byzantin Solomon. En 543, il est nommé gouverneur du Pentapole de Libye. En 544, il est avec son oncle Solomon à Carthage pour renforcer les contingents locaux dans la guerre contre le rebelle berbère Antalas. Il accompagne son oncle et ses frères dans la lutte contre les rebelles et campe à Theveste. Il participe à la désastreuse bataille de Cillium contre le chef berbère Antalas, dans laquelle son oncle meurt, mais n'est plus mentionné dans les sources après cette période.

## Référencement